# Öskü megállóhely
Öskü megállóhely egy Veszprém vármegyei vasúti megállóhely Öskü településen, a GYSEV üzemeltetésében.
A belterület keleti szélén helyezkedik el – bár az északkeleti-keleti irányokat leszámítva jellemzően lakóövezetek által közrefogott területen –, a falut átszelő 8214-es út vasúti keresztezésének északkeleti oldalán.

## Vasútvonalak
A megállóhelyet az alábbi vasútvonalak érintik:
- Székesfehérvár–Szombathely-vasútvonal

## Kapcsolódó állomások
A megállóhelyhez az alábbi állomások vannak a legközelebb:
- Pétfürdő vasútállomás (Székesfehérvár–Szombathely-vasútvonal)
- Hajmáskér vasútállomás (Székesfehérvár–Szombathely-vasútvonal)

## Forgalom
| Járat            | Útvonal | Gyakoriság                   |
| ---------------- | --- | ---------------------------- |
| személyvonat     | Budapest-Déli – Budapest-Kelenföld (← Gárdony) – Székesfehérvár – Várpalota – Pétfürdő – Öskü – Hajmáskér – Veszprém – Ajka (← Ajka-Gyártelep ← Devecser ← Somlóvásárhely ← Tüskevár ← Karakószörcsök ← Kerta ← Boba ← Nemeskocs ← Celldömölk)                           | Napi 1 pár                   |
| személyvonat     | Székesfehérvár – Várpalota – Pétfürdő – Öskü – Hajmáskér – Veszprém | Napi 1 pár                   |
| személyvonat     | Budapest-Déli – Budapest-Kelenföld – (Érd alsó → Velence –) Székesfehérvár – Várpalota – Pétfürdő – Öskü – Hajmáskér – Veszprém | Napi 2-5 pár                 |
| személyvonat     | Veszprém → Hajmáskér → Öskü → Pétfürdő → Várpalota → Székesfehérvár → Gárdony → Martonvásár → Érd alsó → Budapest-Kelenföld → Budapest-Déli | Munkanapokon 1 Budapest felé |
| Bakony InterCity | Budapest-Déli – Budapest-Kelenföld – Székesfehérvár – Várpalota – Pétfürdő – Öskü – Hajmáskér – Veszprém – Ajka – Devecser – Boba – Celldömölk – Sárvár – Szombathely | 2 óránként                   |
| Bakony InterCity | Budapest-Déli – Budapest-Kelenföld – Székesfehérvár – Várpalota – Pétfürdő – Öskü – Hajmáskér – Veszprém – Ajka – Devecser – Somlóvásárhely – Karakószörcsök – Boba – Celldömölk – Kemenesmihályfa – Nagysimonyi – Ostffyasszonyfa – Sárvár – Porpác – Vép – Szombathely | Napi 1 pár                   |